# Pascale Bruderer
Pascale Bruderer (Baden, 28 luglio 1977) è una politica svizzera, eletta Presidente per il 2010 al Consiglio Nazionale Svizzero per il Partito Socialista Svizzero (PSS).
Minore di cinque figli, dopo essersi diplomata nel 1997 a Wettingen ha iniziato a studiare scienze politiche presso l'Università di Zurigo e alla Linnéuniversitetet di Växjö, completando il suo percorso universitario nel 2005 con un master in Scienze Politiche sempre presso l'Università di Zurigo.
Dal 1997 al 2003 ha ricoperto la carica istituzionale di consigliere comunale presso il comune di Baden. Dal 2001 al 2002 ha ricoperto l'incarico di rappresentante al Consiglio nazionale svizzero per il cantone di Argovia.